# 地震

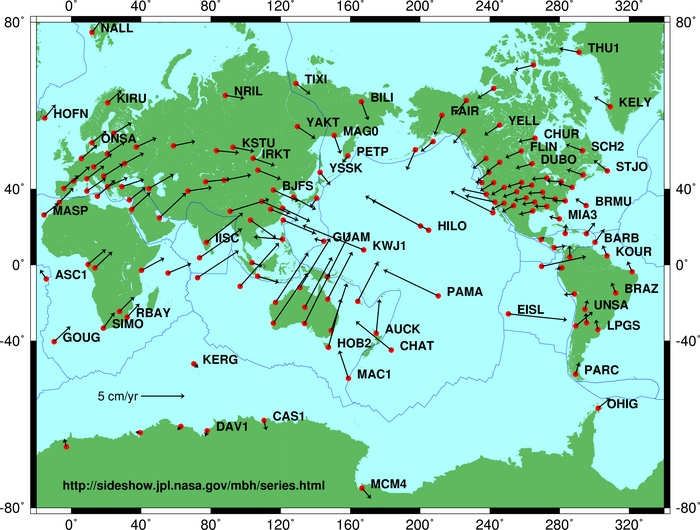
全球板塊構造運動

地震是地球表層或表層下的振動所造成的地面震動，可由自然現象如地殼運動、火山活動及隕石撞擊引起，亦可由人為活動如地下核試驗造成，不過歷史上主要的災害性地震都由地殼的突然運動所造成。地震的影響力涵蓋岩石圈及水圈──當地震發生時，可能會連帶引發地表斷裂、大地震動、土壤液化、山崩、餘震、海嘯、甚至是火山活動，並影響人類的生存及活動。
地震產生的原因是因為地殼在板塊運動過程中，互相碰撞累積應力，當地殼無法繼續累積應力時，地殼會破裂，釋放出地震波，使地面發生震動，地震可由地震儀透過對地震波的觀察來量測，地震規模表示地震所釋放出來的能量大小，地震烈度指地震在該地點造成的震動程度，地震的發生處稱為震源，其投影至地表的位置為震央。
並非世界上所有的地區都會發生地震。地震與火山分布一樣，主要集中在板塊相互作用的地區。目前世界上主要分為三個頻繁發生地震的「地震帶」：環太平洋地震帶（佔80%）、從地中海一路向東延伸至喜馬拉雅山區和印尼的歐亞地震帶、位於各大洋中洋脊的中洋脊地震帶。並不是所有地震都發生在以上三個地震帶，另外有小部分大地震發生在板塊內部，主要集中在大的活動斷層帶及其附近地區，例如1976年的中华人民共和国河北唐山大地震。
历史记录中傷亡最严重的地震是1556年1月23日发生在中国明朝陕西的嘉靖大地震，造成了83万人死亡。1920年甘肃海原大地震（今宁夏回族自治区中卫市海原县）、1303年山西洪洞赵城地震、1688年山东临沂大地震、四川汶川大地震都造成了数万至数十万人死亡。

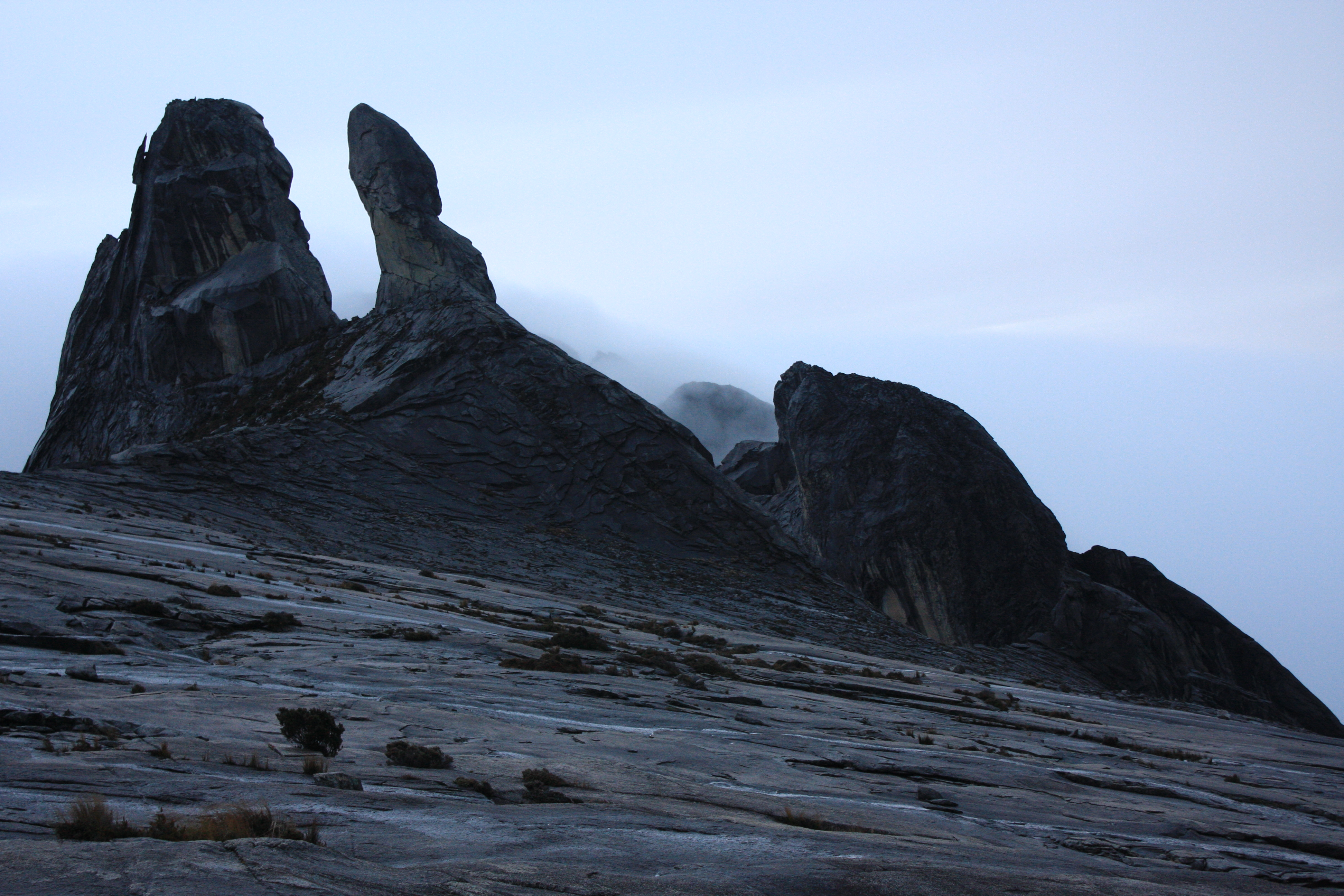
2015年沙巴地震后的京那巴鲁山

## 地震的原因

### 構造地震
由於地殼運動引起地殼岩層斷裂錯動而發生的地殼震動，稱為地震。由於地球不停地運動變化，從而从地殼內部產生巨大地應力作用。在地應力長期緩慢的作用下，造成地殼的岩層發生彎曲變形，當地應力超過岩石本身能承受的強度時便會使岩層斷裂錯動，其巨大的能量突然釋放，形成構造地震，世界上絕大多數地震都屬於構造地震。全世界百分之九十的地震都屬於此類型。因為岩層受到二地殼之間互相推擠的力量，岩層因受力而產生形變，直到地應力大於岩層本身所能承受的力時，岩層發生斷裂放出地震波，造成地震。 著名的「彈性反彈理論（Elastic Rebound Theory）」即是說明此現象。

### 火山地震
由於火山活動時岩漿噴發衝擊或熱力作用而引起的地震，稱為火山地震。火山地震數量較小，數量約占地震總數的7%左右。地震和火山通常存在關聯。火山爆發可能會激發地震，而發生在火山附近的地震也可能引起火山爆發。一般而言，影响範圍不大。在地底的壓力過大所造成的火山爆發，岩漿上湧所造成的地面震動。

### 陷落地震
由於地下水溶解可溶性岩石（如石灰岩），或由於地下採礦形成的巨大空洞，造成地層崩塌陷落而引發的地震，稱為陷落地震。這類地震約占地震總數的3%左右，震級也都比較小。

### 誘發地震
在特定的地區因某種地殼外界因素誘發而引起的地震，稱為誘發地震。這些外界因素可以是地下核爆炸、隕石墜落、油井灌水等，其中最常見的是水库诱发地震。水庫蓄水後改變了地面的應力狀態，且庫水滲透到已有的斷層中，起到潤滑和腐蝕作用，促使斷層產生滑動。但是，並不是所有的水庫蓄水後都會發生水庫地震，只有當庫區存在活動斷裂、岩性剛硬等條件，才有誘發的可能性。

### 氣候暖化跟地震的關聯
全球氣候暖化使高緯度地區的冰川加速溶解，並相應的使全球海平面上升。對於高緯度地區而言，冰川的溶解使地殼上覆之重量減小，並導致地殼回彈。在地殼回彈的過程中，地殼內應力的分布也相應的發生改變，導致原有的斷層系統重新活化，並產生地震。此類地震多發生於板塊內部地區，並且大多數皆發生於高緯度地區。1989年發生於魁北克的Mw6.3级地震即為其中一例。

### 人工地震
以人為採用強力炸藥直接破壞地殼，藉以測得相關研究數據，或進行礦藏開採，武器測試等活動。例如2017年發生在朝鮮民主主義人民共和國的Mw6.3地震，便是進行核子試驗所造成的。

## 地震波
根據彈性回跳理論，造成地震的原因是岩石中斷層的破裂。當斷層破裂時，兩側的岩體會相對移動並釋放出累積的能量。雖然其中大部分的能量都在克服摩擦力中損失為熱能，但是剩下的部分則轉換為動能，並以彈性波的形式散發出去，這些波稱為地震波。地震波是地震的直接表現，因此，研究地震波的到來時間、大小、振動方式等，就可以了解一個地震的發生時間、大小、發生機制等，進而研究地震。
在地球物理學上，由於地震波具備物理上實體波的特性，因此，地震波在穿越不同介質時，便有機會發生折射、反射及全反射。當許多波疊加在一起時，還有機會發生共振，並產生駐波。換句話說，研究地震波，除了了解地震本身外，還可以一窺地球內部堂奧。因為地球很大，挖深井等直接方法研究內部構造效果有限，因此分析地震波是目前人類最常用的地球物理方法。
地震波主要分為三種：實體波、表面波和尾波。

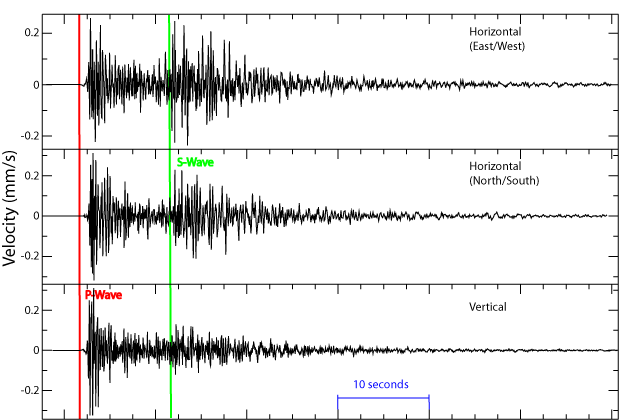
地震儀紀錄下的地震波，紅線是先到來的P波，綠線是較晚的S波。

地震波是地震震源瞬間散發能量初方式，當地球物質在實體波經過時，可能以三維方式（上下、左右、前後）震動。如果不同質點間的震動方向屬於（相對於波速方向的）前後震動，代表震波以前後壓縮、縱波的方式向外傳遞，這種一密一疏的震波稱為「Ｐ波」。P代表主要（Primary）或壓縮（Pressure）。由於Ｐ波的傳播來自於在傳播方向上施加壓力，而地球內部幾乎不可壓縮，因此P波很容易通過介質傳遞能量。事實上，Ｐ波是所有地震波裡最快的波，因此也會是地震儀第一個記錄到的波。因為壓縮力在固體、液體中都能存在，因此Ｐ波能在固體和液體中傳播。
還有一種實體波到來的較晚，稱為「S波」。S波中的S代表次要（Secondary）或剪力（Shear）。在S波的行進過程中，不同於P波，質點會在上下或左右方向震動、以橫波的方式前進。因為液體無法忍受剪切，所以S波不能通過液體（例如外地核），Ｐ波則可。Ｓ波的波速約為Ｐ波的0.58倍，振幅約為P波的1.4倍。由於當地震波從地底來到地表時，S波的震動方向平行於地表的分量較多，較容易水平拉扯建築物，而一般建築垂直耐震能力較強，水平耐震能力較弱，故S波經常是造成地震破壞的主因。
由於接近地表的地層地震波速率較低。因此，再進地表處發生的地震，很容易把能量送進地表的低速層內，這些蓄積的能量波稱為「陷波」。當累積的陷波彼此干涉，倘若發生建設性干涉，便有機會使地層共振，使能量沿地表傳播。表面波傳遞速度較S波慢一些。P波及S波干涉的表面波為雷利波（Rayleigh Wave），又稱為地滾波，粒子運動方式類似海浪，在垂直面上，粒子呈逆時針橢圓形振動，震動振幅一樣會隨深度增加而減少。由S波相互干涉的表面波為洛夫波（Love Wave），振動只發生在水平方向上，沒有垂直分量，差別是側向震動振幅會隨深度增加而減少。
在近距離地震紀錄（小於200公里）中，在S波後方的波包並非表面波，而是尾波。地球內部雖然大致是均勻的，但小部分有不均勻的質點分布，越靠近地表越多（例如斷層或岩石裂痕）。當震波向外傳播時，這些不均勻或散射質點或與震波作用，產生散射現象。此散射波在紀錄中會形成尾波。尾波的長短與震波耗散為熱能的程度有關。例如月球因為剛性較低，耗散低，故尾波時間長。尾波如同地震圖上異質性所留下的「指紋」，研究尾波，可以促進對一地地質結構之了解。

## 地震度量
目前衡量地震規模的标准主要有震级（Magnitude）和烈度（Seismic intensity）两种。

### 震级
地震大小的一种度量，根据地震释放能量多少来划分。目前国际上一般采用美国地震学家查尔斯·弗朗西斯·里克特和宾诺·古登堡于1935年共同提出的震级划分法，即现在通常所说的里氏地震規模。里氏規模是地震波最大振幅以10为底的对数，并选择距震中100公里的距离为标准。里氏規模每增大一级，释放的能量约增加31.6倍，相隔二級的震級其能量相差1000倍。由於里氏地震規模在超過ML7以上會發生飽和現象，並且不適合用來測量遠距地震的規模，因此科學界現多使用地震矩規模描述中型到大型地震的地震規模。
小于里氏規模2.5的地震，人们一般不易感觉到，称为小震或微震；里氏規模2.5-5.0的地震，震中附近的人会有不同程度的感觉，称为有感地震，全世界每年大约发生十几万次；大于里氏規模5.0的地震，会造成建筑物不同程度的损坏，称为破坏性地震。里氏規模4.5以上的地震通常可以在全球范围内监测到。有记录以来，历史上最大的地震是发生在1960年5月22日19时11分南美洲的智利，經過重新分析該地震的波形，科學家認為該地震的地震矩規模達Mw 9.5。

### 烈度
指地震对地面所造成的破坏和影響程度，由地震时地面建筑物受破坏的程度、地形地貌改变、人的感觉等宏观现象来判定。地震烈度源自和應用於十度的羅西福瑞分级（Rossi-Forel scale），由意大利火山學家朱塞佩·麥加利（Giuseppe Mercalli）在1883年及1902年修訂。後來多次被多位地理學家、地震學家和物理學家修訂，成為今天的修訂麥加利地震烈度（Modified Mercalli Scale）。「麥加利地震烈度」從感覺不到至全部損毀分為1（無感）至12度（全面破壞），6度或以上才會造成破壞。
每次地震的震级数值只有一个，但烈度則視乎該地點與震中的距離，震源的深度，震源與該地點之間和該地點本身的土壤結構，以及造成地震的斷層運動種類等因素而有強弱的變化。然而，一般說來烈度會隨距離震中的距離而成指數比的下降。

## 地震帶

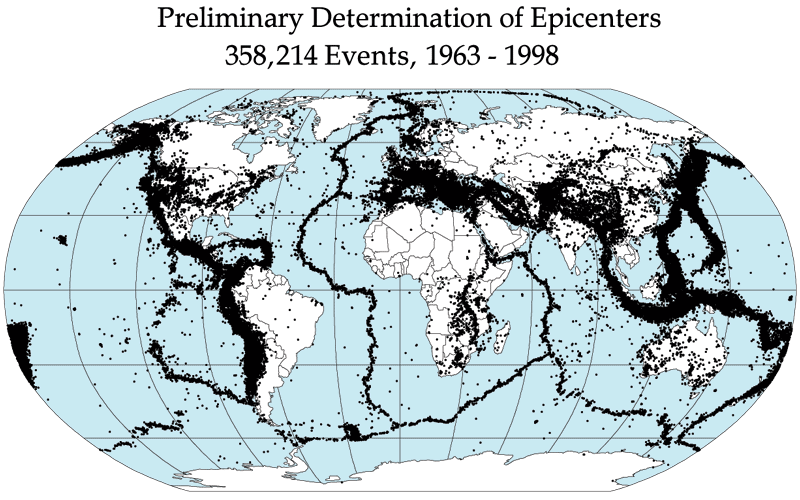
1963年–1998年全球35萬8214個地震的分布。歐亞大陸中間黑色的一條是歐亞地震帶，大西洋中間的細長條是中洋脊地震帶，地圖左端及右端的是環太平洋地震帶。

地震的地理分布受一定的地质条件控制，具有一定的规律。地震大多分布在地壳不稳定的部位，特别是板块之间的消亡边界，形成地震活动活跃的地震带。全世界主要有三個地震帶：
1. 環太平洋地震带：包括南、北美洲太平洋沿岸，阿留申群岛、堪察加半岛，千岛群岛、日本列岛，经台湾再到菲律宾转向东南直至新西兰，是地球上地震最活跃的地区，集中了世界80%以上的地震。本带是在太平洋板块和北美洲板块、亚欧板块、印度洋板块的消亡边界，南极洲板块和美洲板块的消亡边界上。
2. 歐亞地震帶：大致从印度尼西亚西部，缅甸经中国横断山脉，喜马拉雅山脉，越过帕米尔高原，经中亚细亚到达地中海及其沿岸。本带是在亚欧板块和非洲板块、印度洋板块的消亡边界上。本地震帶約集中全世界15%的地震。
3. 中洋脊地震帶：包含延綿世界三大洋（即太平洋、大西洋和印度洋）和北極海的中洋脊。中洋脊地震帶僅含全球約5%的地震，此地震帶的地震幾乎都是淺層地震。[3]

## 地震灾害
地震是地球上主要的自然灾害之一。

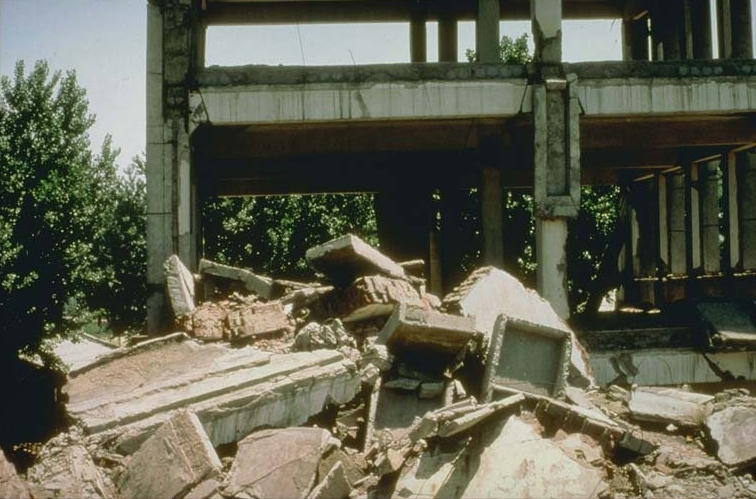
1976年中国唐山大地震后倒塌的楼房 (原唐山理工大学校内)

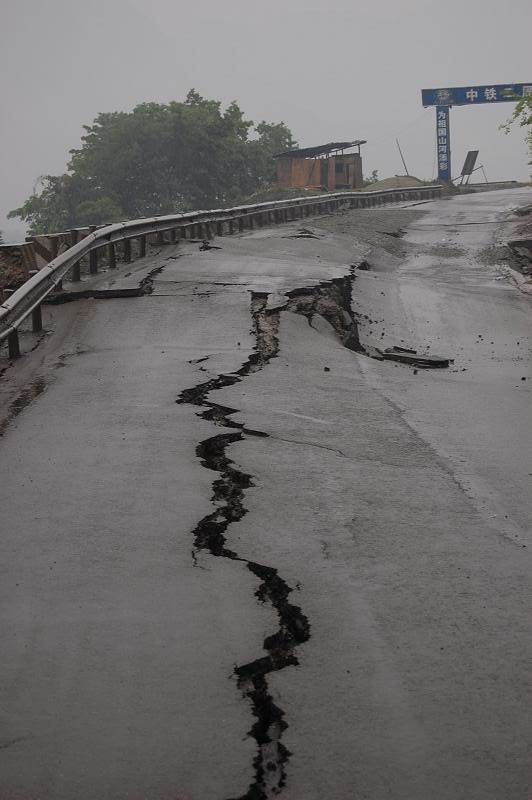
2008年中国汶川大地震造成四川省都江堰各地道路嚴重损毁

地震产生的地震波可直接造成建筑物的破坏甚至倒塌；破坏地面，产生地面裂缝，塌陷等；发生在山区还可能引起山体滑坡，雪崩等；而发生在海底的地震则可能引起海啸。餘震会使破坏更加严重。地震引发的次生灾害主要有建筑物倒塌，山体滑坡，土壤液化，海嘯以及管道破裂等引起的火灾，水灾和毒气泄漏等。此外当伤亡人员尸体不能及时清理，或污秽物污染了饮用水时。

## 主要地震

1900年以来的8级以上地震。图中圆点的大小对应着死亡人数。

历史记录中傷亡最严重的地震是1556年1月23日发生在中国陕西的嘉靖大地震，有超过83万人丧生。当时这一地区的人大多住在黄土山崖里挖出的窑洞里，地震使得许多窑洞坍塌造成大量伤亡。1976年发生在中国唐山的唐山大地震死亡了大约242,769到655,237人，被认为是20世纪死亡人数最多的大地震。
1960年5月22日的智利大地震是地震仪测得震级最高的地震，地震矩規模達Mw 9.5。该地震释放的能量大约是震级第二高的1964年耶穌受難日地震的两倍。震级最高的10大地震都是大型逆衝區地震，其中2004年印度洋大地震由於引發後續的海嘯，是历史上死亡人数最多的地震之一，共30万人死亡。

## 地震測报
早在中国东汉时期，张衡就发明了地动仪，并于134年记录到陇西大地震，但只是对地震发生后的一种记录仪器，并不能对地震有任何预测。长期以来，人类一直尝试著预报地震，以便在地震发生之前做好准备，减小地震灾害损失。一般认为科学的地震预报应对一次地震发生的时间、地点和震级作出较为准确的判断。但由于地球内部活动的复杂性以及人类对此缺乏有效监测手段和预报模型，时至今日，地震预报技术尚不完善，成功的例子很少，地震预报仍是当今世界科学的一大难题。
中国首次成功预报的地震是1975年2月4日发生在中国辽宁海城的里氏7.3级地震。由於頻繁的前震與地震先兆，中国的地震部门在震前数小时正式发布了临震预报，当地政府及时采取了防护措施，疏散了大量居民。据信这次成功的预报避免了数万人的伤亡。
在中国1976年7月28日凌晨，发生在中国河北唐山的大地震中，震前存在不同预报意见，没有形成官方预报，但邻近的青龙县在其范围内发布了预报，使全县受这次地震影响的47万人群中，死亡比例远远低于受此次地震影响的其他地区。
目前全球范围内已经建立了比较广泛的地震监测台网，科学家们还通过超深钻井等手段获取更多的地球内部信息。但是人类地震预报的水平还仅限于通过历史地震活动的研究，对地震活动做出粗略的中长期预报。在短期和临震预报方面主要还是依靠传统的地震前兆观测和监测。

## 地震前兆
地震目前仍無法準確預測發生時間，但通常地震發生之前都會有一些自然現象，特别是较大的地震发生之前的各类异常现象。分为宏观前兆和微观前兆。前者可以由人的感觉器官直接觉察，如动植物、地下水等的异常以及地光、地鳴等。后者不能被人的感觉器官直接觉察，需用专业仪器才能测出，如地形变、地磁场、重力场、地溫梯度、地应力的异常與氡氣異常等。对地震前兆的观察和监测仍是地震临短期预报的重要手段。

## 地震防範
- 建築物在設計與建造時，有效的防震設計，可有效的防止生命財產的損失。
- 地震发生时，关键是保持清醒的头脑，正确的防护对于保证生命安全，减少人员伤亡是至关重要的。通常可能造成危险的是比较强烈的近震。近震常以上下颠簸开始，振动较为明显，应迅速逃生。逃生应遵循就近躲避的原则，注意保护头部。
- 关闭煤气，可暂时躲避在坚实的家具下，注意避开外墙体，玻璃窗等薄弱部位，並且可以使用枕头、被子等物，或直接用双手保護頭部。躲避在堅固的家具下能防護掉落物。主震过后，应迅速撤至户外，高层人员应尽量避免乘坐电梯。在室外可跑向比较开阔的空旷地区躲避，避免聚集在高层建筑及高压输电线下方。如在山区还要注意山崩和滚石，可寻找地势较高处躲避。地震中被埋在废墟下的人员，若环境和体力许可，应设法逃生。如无力脱险自救，应尽量减少体力消耗，等待救援人员到來。

## 常見名詞
- 震源：地層斷裂引發地震的位置（地底下）
- 震央：震源的正上方。震源在地面上的垂直投影
- 震源深度：震源和震央的垂直距離。
- 震央距：观测点到震央的距离。
- 震源距：观测点到震源的距离。
- 烈度：量度地震对某一特定地点所受到的影响和破坏的量度单位。
- 断层:是指岩石形成節理構造破裂後，兩側岩層发生显著的相对位移。